# Eleven组合
Eleven组合（1989年11月2日—），中国内地女子演唱組合，前名奇迹组合，由双胞胎姐妹刘珈利（姐姐），刘珈言（妹妹）组成。2005年参加百事新星大赛，获最佳形象奖。其后参加众多选秀比赛，诸如2007年青春中国、2007年联盟歌会、2008年绝对唱响、2008年我型我秀等，取得不俗成绩，是中国内地少有的美少女双胞胎演唱组合，颇具潜力。
Eleven的歌迷称作E粉，源自于Eleven的首字母“E”。

## 2007山东卫视联盟歌会
Eleven组合于2007年6月参加2007顺爽联盟歌会，其后代表吉林队一举获得亚军。
| 比赛                       | 时间      | 演唱歌曲                     | 原唱        |
| -------------------------- | --------- | ---------------------------- | ----------- |
| 吉林8进3第一轮             | 2007.7.15 | 爱的主打歌                   | 萧亚轩      |
| 吉林8进3清唱PK             | 2007.7.15 | When You Believe（58秒清唱） | 玛丽亚·凯莉 |
| 吉林8进3最后对决           | 2007.7.15 | Hero                         | 玛丽亚·凯莉 |
| 团体赛10进8第2场（未出场） | 2007.8.5  | 无                           | 无          |
| 团体赛8进6第2场            | 2007.8.12 | 排山倒海                     | 张惠妹      |
| 团体赛6进4第1场            | 2007.8.18 | 开始飞吧                     | 萧亚轩      |
| 半决赛4进3                 | 2007.8.25 | I Believe                    | 范逸臣      |
| 全国总决赛（未出场）       | 2007.8.26 | 无                           | 无          |

## 2008動感地帶我型我秀
Eleven组合于2008年7月参加第五届我型我秀，以下是比赛历程：
| 比赛   | 播放时间  | 演唱歌曲       | 原唱            | 对阵         |
| ------ | --------- | -------------- | --------------- | ------------ |
| 29进21 | 2008.7.13 | Loving You     | Minnie Riperton | 无           |
| 第2期  | 2008.7.27 | 死了都要爱     | 信乐团          | 张静         |
| 第3期  | 2008.8.3  | 排山倒海       | 张惠妹          | 马璐         |
| 第4期  | 2008.8.10 | 千年之恋       | 信乐团、戴爱玲  | 李毓芬       |
| 第5期  | 2008.8.17 | 梁山伯与茱丽叶 | 卓文萱、曹格    | Okone        |
| 第6期  | 2008.8.31 | 因为你         | 萧亚轩          | 马璐、袁惟仁 |

## 演唱作品
- 我的Show（2008我型我秀三国之红队），收录于《【音乐三国VS五代经典】2008型秀合辑》，上腾娱乐2008年10月发行
- 我型我秀（2008我型我秀全员），收录于《【音乐三国VS五代经典】2008型秀合辑》，上腾娱乐2008年10月发行
- 甜蜜进行时（系原创曲目），未发表

## 演艺经历
- 2005百事新星最佳形象奖
- 2006百事新星全国总冠军（刘珈利）
- 2007青春中国通俗演唱金奖
- 2007山东卫视“联盟歌会”吉林3强／全国季军／最具人气奖／最具潜力奖
- 2008江苏卫视“绝对唱响”沈阳8强
- 2008东方卫视“我型我秀”全国21强

## 其他

### 杂志
- 《1626城中至潮杂志》上海版2008年092期，2008年8月18日出版

### Model
- 达芙妮女鞋，2008年8月

### 其他节目
- 诠释音乐“美好中国音为有你”主题路演，2008年10月31日上海正大广场
- 云南卫视“智赢天下”2008年第16期，2008年11月2日播出